# Jean-Marie Schaeffer
Jean-Marie Schaeffer (18 maggio 1952) è un critico d'arte e filosofo francese.
Specialista di estetica e di teorie dell'arte, è ricercatore del CNRS e direttore di studi all'EHESS, dove si è occupato principalmente di ricezione esterica e di definizione dell'arte.
I suoi lavori si svolgono in due direzioni:
- l'analisi filosofica nel campo dell'estetica e dell'arte: storia dell'estetica filosofica e dei concetti che vi sono espressi;
- lo studio dei relativi oggetti specifici: immagine fotografica, finzione, racconto, genere letterario ecc.

Tra gli strumenti metodologici ha usato l'analisi strutturale e la filosofia analitica e si basa sui risultati della filosofia "naturalistica" della mente, le scienze cognitive e gli studi antropologici. Più recentemente ha indagato i fondamenti evoluzionistici e cognitivi della relazione estetica, l'interazione tra arte ed estetica e le relative competenze psicologiche e cognitive.
Ha collaborato alle riviste "Degrés", "Communications", "Critique", "Le Débat", "Poétique", "L'Homme" ecc.
Dal 2002 è il direttore del CRAL (Centre de recherche sur les arts et le langage).

## Opere
- La naissance de la littérature. La théorie esthétique du romantisme allemand, 1983
- L'image précaire. Du dispositif photographique, 1987; a cura di Marco Andreani e Roberto Signorini, L'immagine precaria. Sul dispositivo fotografico, Bologna: Clueb, 2006 ISBN 8849125399
- Qu'est-ce qu'un genre littéraire?, 1989; trad. Che cos'e un genere letterario, Parma: Pratiche, 1992
- prefazione a Arthur Danto, La transfiguration du banal. Une philosophie de l'art, Paris, Le Seuil, 1989
- L'art de l'âge moderne. L'esthétique et la philosophie de l'art du XVIIIe siècle à nos jours, 1992; trad. Stefano Poggi, L'arte dell'età moderna. Estetica e filosofia dell'arte dal XVIII secolo ad oggi, Bologna: Il Mulino, 1996
- (con Oswald Ducrot), Nouveau dictionnaire encyclopédique des sciences du langage, Paris, Le Seuil, 1995; 2002
- Les Célibataires de l'Art. Pour une esthétique sans mythes, Paris, Gallimard, 1996
- Pourquoi la fiction?, Paris, Le Seuil, 1999
- Adieu à l'esthétique, 2000; trad. Maria Puleo, Addio all'estetica, prefazione di Gianni Puglisi, Palermo: Sellerio, 2002
- L'esthétique. Europe, Chine et ailleurs (a cura di, con Yolaine Escande), Paris: Éditions You-Feng, 2003
- (con Nathalie Heinich) Art, création, fiction. Entre philosophie et sociologie, Paris, Éditions Jacqueline Chambon, 2004
- Métalepses. Entorses au pacte de la représentation (a cura di, con John Pie), Paris, Éd. de l'EHESS, 2005
- La fin de l'exception humaine, Paris, Gallimard, 2007
- Il fatto estetico tra emozione e cognizione (a cura di, con Fabrizio Desideri e Giovanni. Matteucci), Pisa: ETS, 2009 ISBN 9788846724618
  - Théorie des signaux coûteux, esthétique et art, Université du Québec, 2009
- Petite écologie des études littéraires. Pourquoi et comment étudier la littérature, Éditions Thierry Marchaisse, 2011
- L'Expérience esthétique, Paris, Gallimard, 2015